# Saint-Quentin-du-Dropt
Saint-Quentin-du-Dropt – miejscowość i gmina we Francji, w regionie Nowa Akwitania, w departamencie Lot i Garonna.
Według danych na rok 1990 gminę zamieszkiwało 150 osób, a gęstość zaludnienia wynosiła 13 osób/km² (wśród 2290 gmin Akwitanii Saint-Quentin-du-Dropt plasuje się na 1026. miejscu pod względem liczby ludności, natomiast pod względem powierzchni na miejscu 964.).